# Sächsische Fechtschule
Die Sächsische Fechtschule war ein Wohltätigkeitsverein und warb um Unterstützung sächsischer Hilfsbedürftiger. Sie hatte nichts mit dem Fechten mit einer Waffe zu tun.

## Geschichte
Am 1. Oktober 1881 gründete sich in Dresden aus dem ehemaligen Sparverein „Fortuna“ die „Sächsische Fechtschule“. Wollte man zuerst der Reichsfechtschule beitreten, der bereits einige Mitglieder angehörten, so entschloss man sich jedoch schnell, einen eigenen sächsischen Wohltätigkeitsverein zu gründen. Die Reichsfechtschule sammelte Gelder, um preußische Waisenhäuser zu bauen. Das war in Sachsen jedoch nicht notwendig, da hier der Staat die Waisenhäuser baute und unterhielt. Der Satzung entsprechend hatte die Sächsische Fechtschule den Zweck, innerhalb des Königreichs Sachsen unverschuldet in Not geratene Hilfsbedürftige, insbesondere durch verheerende Naturereignisse Betroffene, zu unterstützen. Schon 1882 entstand in Pieschen der erste Zweigverein, oder wie es damals hieß, Verband der „Sächsischen Fechtschule“. 1885 zählte die „Sächsische Fechtschule“ bereits 59 Verbände mit rund 36.000 Mitgliedern.
August Berge, Mitbegründer des Vereins, wurde ihr erster Vorsitzender. Der junge Verein nannte sich nun nach seinem Vorbild der Reichsfechtschule „Oberfechtschule Dresden“. Auf der Hauptversammlung vom 20. November 1884 erfolgte eine Umstrukturierung und Umbenennung. Der Name „Oberfechtschule“ verschwand und es blieb die „Sächsische Fechtschule“. Unstimmigkeiten über die Verwendung der Gelder, die komplett an das Direktorium nach Dresden abgeführt werden mussten, führten zu Austritten aus dem Gesamtverein. Der Leipziger Verband löste sich ganz auf und gründete einen eigenen Wohltätigkeitsverein unter dem Namen „Fechtschule Leipzig“.
Ebenfalls Ende 1884 schlossen sich die ersten Verbände enger zusammen und bildeten Gauverbände. Auf der Landeshauptversammlung zu Döbeln am 19. März 1889 verkündete der damalige Vorstand die Übernahme des Protektorates durch den späteren König Friedrich August, Herzog zu Sachsen. Am 31. März 1898 konnte der 100. Verband, Cossebaude, der „Sächsischen Fechtschule“ angegliedert werden. Auch der ehemals ausgetretene Verband Leipzig hatte sich zwischenzeitlich wieder dem Hauptverein angeschlossen.
Am 7. August 1901 erfolgte beim Amtsgericht Dresden die Eintragung der „Sächsischen Fechtschule“ in das Vereinsregister. Vom 16. April 1916 an bestand eine eigene Geschäftsstelle auf der Großen Zwingerstraße 6 in Dresden. Viele Gönner und Freunde der „Sächsischen Fechtschule“ ermöglichten durch ihre großzügigen Spenden im Jahr 1920 den Ankauf des Henselschen Guts mit Gutshaus und umfangreichen Ländereien in Sohland an der Spree. Hier wurde ein Kindererholungsheim gegründet, dessen Einweihung am 3. Juli 1921 stattfand. Die Inflationszeit ging auch an der „Sächsischen Fechtschule“ nicht spurlos vorüber. Das gesamte Vermögen wurde 1923 verloren, konnte aber in der Nachinflation größtenteils durch Spenden wieder ausgeglichen werden.
Die Einführung des Winterhilfswerkes in den 1930er Jahren verpflichtete das ganze Volk zum Großeinsatz im Kampf gegen Hunger und Kälte. Viele kleine Wohltätigkeitsvereine wurden überflüssig und lösten sich auf. Die größeren Organisationen der freiwilligen Wohlfahrtspflege wurden nach eingehender Prüfung dem Amt für Volkswohlfahrt NSV innerhalb der NSDAP unterstellt. Auch die „Sächsische Fechtschule“ wurde hier eingegliedert.
Die „Sächsische Fechtschule“ bestand bis zum Ende des Zweiten Weltkrieges und wurde erst durch Kontrollratsgesetz der Alliierten mit dem Verbot nationalsozialistischer Organisationen aufgelöst.

## Das Auszeichnungswesen der Sächsischen Fechtschule
Jedes Mitglied konnte bei Eintritt in den Verein „Sächsische Fechtschule“ ein Mitgliedsabzeichen erwerben. Das Abzeichen zeigte die sächsische Königskrone, darunter in einem stilisierten Band bis 1884 den Schriftzug „Sächs. Ob. Fechtschule“, nach der Umbenennung 1884 den Schriftzug „Sächs. Fechtschule“. Es bestand aus massivem goldfarbenem Tombak und zeigte beidseitig dasselbe Bild. Es gab auch eine verkleinerte Ausführung als Anstecknadel. Erhielt das Mitglied ein Fechtabzeichen, so wurde das Mitgliedsabzeichen gegen eine Ausführung mit Befestigungsloch unterhalb des Schriftbandes ausgetauscht. Mitglieder der Vereinsvorstände trugen ein grün-weiß emailliertes Abzeichen in Rosettenform, mittig aufgelegt das silberfarbene Fechtschulabzeichen. Je nach Funktion im Vorstand wurde unterhalb ein Schriftzug mit entsprechendem Text angelötet. Diese Abzeichen kommen rückseitig mit und ohne Herstellerstempel vor.
Die Verleihung der Fechtabzeichen war an bestimmte Voraussetzungen geknüpft. In der Satzung von 1916 steht: Fechtmeister wird, wer im Laufe eines Kalenderjahres 10 Mitgliedskarten verkauft oder dem Vereine mindestens 20 Mark eingebracht hat. Oberfechtmeister wird, wer entweder 100 Mitgliedskarten verkauft oder dem Verein auf andere Weise 50 Mark eingebracht hat und den Fechtmeistertitel bereits besitzt. Beide Auszeichnungen erlöschen, wenn der Betreffende nicht in jedem folgenden Jahre mindestens eine Fechtschule (entsprach 10 Mitgliedskarten) verkauft. Um die Jahrhundertwende reichte es dagegen völlig aus, 10 Mitgliedskarten zu verkaufen. Damit war man Fechtmeister und war berechtigt, sich das Abzeichen zu kaufen.
Fechttitel und zugehöriges Fechtabzeichen:
- Fechtschüler – nur Mitgliedsabzeichen
- Fechtmeister – kleines weißes Kreuz mit grünem Kern
- Oberfechtmeister – kleines grünes Kreuz mit weißem Kern
- Ehren-Oberfechtmeister – großes weißes Kreuz mit grünem Kern und Inschrift
- Vereins-Ehrenmitglied – großes weißes Kreuz mit Stern, grünem Kern und Inschrift
- Landes-Ehrenmitglied – großes grünes Kreuz mit Stern, weißem Kern und Inschrift

Im Buch Fünfzig Jahre Wohltätigkeitsverein Sächsische Fechtschule (e.V), herausgegeben 1934 vom Landesschriftführer Johannes Kirschen, Radeberg, wurden die Fechtabzeichen der Sächsischen Fechtschule abgebildet, die Ehrenabzeichen allerdings schon der Zeit entsprechend als Typ 2 ohne Kronenauflage. Die Kreuze sind als Anhänger ausgebildet und wurden am Mitgliedsabzeichen getragen. Die Ehrenabzeichen hatten eine Befestigung für die Uhrkette. Bei Erwerb einer höheren Klasse musste das bisherige Ehrenzeichen zurückgegeben werden.
Verleihungszahlen der Sächsischen Fechtschule liegen nicht vor, aber in den Unterlagen des Chemnitzer Verbandes finden wir Verleihungszahlen aus der Zeit von 1884 bis 1934, die die Seltenheit der Fechtabzeichen zeigen:
- 7 Landes-Ehrenmitglieder
- 15 Vereins-Ehrenmitglieder
- 21 Ehren-Oberfechtmeister
- 1 Ehren-Fechtmeister
- 72 Oberfechtmeister
- 100 Fechtmeister